# Qarah Qaşşāb
Qarah Qaşşāb (persiska: قَرِه قَصّاب, قره قصاب, Qareh Qaşşāb) är en ort i Iran.   Den ligger i provinsen Västazarbaijan, i den nordvästra delen av landet, 500 km väster om huvudstaden Teheran. Qarah Qaşşāb ligger 1 287 meter över havet och antalet invånare är 731.
Terrängen runt Qarah Qaşşāb är platt norrut, men söderut är den kuperad.Runt Qarah Qaşşāb är det ganska tätbefolkat, med 80 invånare per kvadratkilometer. Närmaste större samhälle är Naqadeh, 14,6 km väster om Qarah Qaşşāb. Trakten runt Qarah Qaşşāb består i huvudsak av gräsmarker.